# Remotaspidiotus squamosus
Remotaspidiotus squamosus är en insektsart som beskrevs av Brimblecombe 1959. Remotaspidiotus squamosus ingår i släktet Remotaspidiotus och familjen pansarsköldlöss. Inga underarter finns listade i Catalogue of Life.